# Фон-Кармановский институт гидродинамики
Фон-Кармановский институт гидродинамики (англ.  Von Karman Institute for Fluid Dynamics, сокр. VKI) — некоммерческая организация, научно-исследовательский и образовательный центр. Основан в 1956 году американским инженером-физиком Теодором фон Карманом и расположен в Синт-Генезиус-Роде, Бельгия.

## Описание
Институт предоставляет в основном программу для аспирантов (соискателей научной степени PhD) в области гидродинамики, а также для студентов-соискателей степени магистра и проводит регулярные серии лекций. Обучение непосредственно связано с научными исследованиями, проводимыми институтом. В распоряжении института имеется около пятидесяти аэродинамических труб разного назначения, турбомашины и другие экспериментальные установки, в том числе уникальные или крупнейшие в мире. Экспериментальные, численные и аналитические исследования аспектов течения жидкости и газа проводятся под началом инженеров-исследователей и финансируются в основном правительственными и международными организациями, а также промышленными предприятиями.

## История
Институт гидродинамики был основан в 1956 году по инициативе крупного ученого в области гидродинамики Теодора фон Кармана, который хотел создать центр обмена знаниями между ведущими европейскими учеными.
В 2009 году институт включился в программу Анализа космических траекторий (АКТ, англ. Space Trajectory Analysis), которая направлена на развитие средств анализа, определения, моделирования и визуализации широкого спектра траекторий космических объектов. Одна из задач АКТ — стимулирование обмена знаниями между математиками, космическими инженерами и компьютерными специалистами.
В 2010 году Фон-Кармановский институт подал совместную заявку с российским государственным ракетным центром им. Макеева об участии в программе исследований верхних слоёв атмосферы с помощью микроспутников, запускаемых российскими ракетами в рамках седьмой Рамочной программы Евросоюза в области космоса.

## Структура
Институт состоит из трех департаментов:
- Аэронавтики и аэрокосмических исследований

В основном компьютерное моделирование широкого спектра режимов полета космического аппарата — от низко-скоростных коммерческих шатлов до сверхзвуковых и гиперзвуковых режимов обтекания на входе корабля в атмосферу Земли. Исследования сфокусированы на исследовании течения, возникающего при вхождении корабля в атмосферу, его термическая защита, переход из ламинарного в турбулентный режим обтекающего потока и устойчивость аппарата. Экспериментальные исследования проводятся в гиперзвуковых трубах (Мах 6-14) и высоко температурных (плазменных) трубах.
- Турбомашины и воздушные двигатели

Департамент специализируется на изучении аэро-термических аспектах турбомашин и промышленных газовых турбин. Всемирного признания заслужили исследования департамента в области динамики двигателей высокого давления (включая процесс охлаждения) и динамики двигателей низкого давления. Опыт исследований в департаменте насчитывает более 20 лет и активно применяются методы мультидисциплинарной оптимизации при проектировании двигателей и турбомашин.
- Прикладная гидродинамика и влияние на окружающую среду

Департамент занимается широким спектром исследований, не охваченных другими двумя департаментами, а именно: аэроакустикой, многофазными течениями, аэродинамикой летательных аппаратов, биологическими течениями и течениями в окружающей среде (например, влияние атмосферных ветров на людей). В департаменте активно развивают методы компьютерного моделирования течений.

## Циклы лекций
Ежегодно Фон-Кармановский институт гидродинамики организует около 10 циклов лекций с ведущими мировыми специалистами в качестве приглашенных лекторов. Лекции проводят по разным темам, среди них: промышленное применение, турбомашиностроение, аэрокосмические исследования, аэродинамика, воздушные-реактивные двигатели, аэроакустика, биологические течения, метод крупных вихрей (численное моделирование турбулентности).